# Матросова, Галли Ивановна
Галли Ива́новна Матро́сова (24 февраля 1923, Краснодар — 19 июня 2020, Москва) — советская альтистка, заслуженная артистка РСФСР (1976).

## Биография
Поступила в Московскую консерваторию в 1939 году, однако с началом Великой Отечественной войны ушла на фронт. Завершила образование уже в послевоенные годы под руководством Вадима Борисовского. В начале 1950-х годов — аспирантка, участница Квартета Московской консерватории, завоевавшего первую премию на Международном музыкальном фестивале «Пражская весна» (1950). В 1957—1968 годах — альтистка Квартета Большого театра.
В 1953—1959 годах преподавала в Московской консерватории. В дальнейшем руководила классом струнного квартета в музыкальном училище при Московской консерватории.